# Ludovico Simonetta
Ludovico Simonetta (ur. ok. 1500 w Mediolanie, zm. 30 kwietnia 1568 w Rzymie) – włoski kardynał.

## Życiorys
Był synem Alessandra Simonety i Antonii Castiglioni. Po studiach w Mediolanie, uzyskał tytuł doktora utroque iure. Następnie, od 1533, pracował w Collegio degli Avvocati. 19 grudnia 1537 został wybrany biskupem Pesaro. Wkrótce potem uczestniczył w obradach soboru trydenckiego, pracował w Najwyższym Trybunale Sygnatury Apostolskiej i został datariuszem Jego Świątobliwości (od 1560). 26 lutego 1561 został kreowany kardynałem prezbiterem i otrzymał diakonię S. Ciriaco alle Terme. Wkrótce potem, 9 maja tr., zrezygnował z kierowania diecezją Pesaro. Poświęcił się wówczas pracy w Kurii Rzymskiej – 8 czerwca 1563 został prefektem Trybunału Sygnatury Sprawiedliwości. Uczestniczył w Konklawe 1565–1566.